# Quissangane

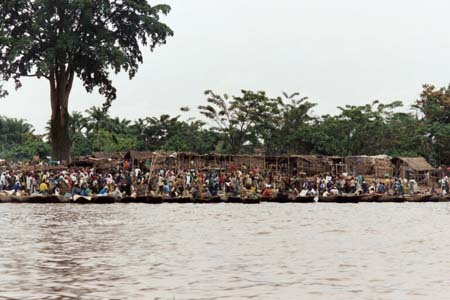
Mercado em Quissangane

Quissangane (em francês: Kisangani) é uma cidade da República Democrática do Congo, capital da antiga província Província Oriental e da atual província do Chopo. Localiza-se nas margens do rio Lualaba. Tem cerca de 874 mil habitantes. Foi fundada em 1883 com a designação de Stanleyville. Passou a chamar-se Quissangane em 1966.
Possui uma das mais importantes universidades quinxassa-congolesas, a Universidade de Quissangane, fundada em 1963 com o nome de Universidade Autônoma Protestante do Congo.
Na cidade está a estação ferroviária de Quissangane, o terminal norte do pequeno Caminho de Ferro Quissangane-Ubundu, de 125 km. A linha é um desvio logístico do curso não navegável do rio Lualaba, contornando as Cataratas de Boioma.